# 克魯角
克魯角（英語：Cape Crewe）是南極洲的海岬，位於南喬治亞群島，處於庫克灣的入口處北部，名稱可追溯至1912年左右，該海岬由英國海外領土管轄。